# Aubes blanches

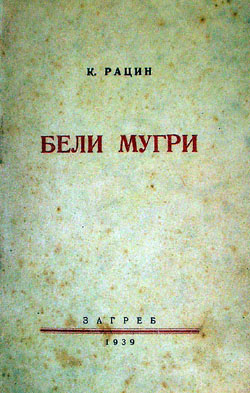
Aubes blanches

Aubes blanches (en macédonien Бели мугри, Beli mugri) est un recueil de poésies du célèbre poète macédonien Kočo Racin (Кочо Рацин), publié en 1939 à Samobor, près de Zagreb, Croatie. C'était la troisième collection de poésies modernes publiée en langue macédonienne, après les deux précédents de Venko Markovski : Narodni Bigori (en macédonien Народни бигори) et Le Feu (en macédonien Огинот), qui étaient publiés en 1938. Les aubes blanches sont publiées le 25 novembre à la maison d'impression de Dragutin Schpuler dans 4 000 copies. Selon la pratique communiste, le titre est imprimé en rouge. Parce qu'en ce temps-là, il était dangereux de publier des livres en macédonien, et des livres soi-disant communistes, Kosta Solev avait publié son œuvre sous le pseudonyme K. Racin (en macédonien К. Рацин). Le recueil est devenu très populaire partout dans le royaume de Yougoslavie et a marqué son plus grand succès en Macédoine de Pirin. Le recueil Aubes blanche comporte 12 poèmes dans l'ordre suivant :
- Jours (Денови)
- Revenu (Печал)
- Travail dur rural (Селска мака)
- Les moissonneuses de tabac (Тутуноберачите)
- Lenka (Ленка)
- Adieu (Проштавање)
- Une ballade à l'inconnue (Балада за непознатиот)
- Élégies pour toi (Елегии за тебе)
- Le soleil au-dessus de nous ( Утрото над нас)
- Tatunčo (Татунчо)
- Pour avoir un magasin à Struga (На Струга дуќан да имам)
- Les bêcheurs (Копачите)